# Treizième circonscription de Paris de 1958 à 1986
Pour les articles homonymes, voir Treizième circonscription de Paris de 1988 à 2012 et Treizième circonscription de Paris depuis 2012.
De 1958 à 1986, la treizième circonscription législative de Paris recouvrait deux quartiers du 13e arrondissement de la capitale : Salpêtrière et la Gare. Cette délimitation s'est appliquée aux sept premières législatures de la Cinquième République française. De 1958 à 1967, elle se confond avec la 13e circonscription de la Seine.
En 1986, cette circonscription a été intégrée dans la nouvelle « neuvième circonscription ».

## Députés élus
| Législature | Début de mandat | Fin de mandat   | Député élu       |  | Parti politique | Observations                                                       |
| ----------- | --------------- | --------------- | ---------------- |  | --------------- | ------------------------------------------------------------------ |
| Ire         | 9 décembre 1958 | 9 octobre 1962  | René Sanson      |  | UNR             | mandat écourté à la suite d'une dissolution du général de Gaulle   |
| IIe         | 6 décembre 1962 | 2 avril 1967    | René Sanson      |  | UNR-UDT         |                                                                    |
| IIIe        | 3 avril 1967    | 30 mai 1968     | Pierre Cot       |  | UP              | mandat écourté à la suite d'une dissolution du général de Gaulle   |
| IVe         | 11 juillet 1968 | 1er avril 1973  | Henri Modiano    |  | UDR             |                                                                    |
| Ve          | 2 avril 1973    | 2 avril 1978    | Gisèle Moreau    |  | PCF             |                                                                    |
| VIe         | 3 avril 1978    | 22 mai 1981     | Gisèle Moreau    |  | PCF             | mandat écourté à la suite d'une dissolution de François Mitterrand |
| VIIe        | 2 juillet 1981  | 23 juillet 1981 | Nicole Questiaux |  | PS              | nommée au gouvernement                                             |
| VIIe        | 24 juillet 1981 | 1er avril 1986  | Louis Moulinet   |  | PS              | suppléant de Nicole Questiaux                                      |

En 1985, le président de la République François Mitterrand changea le mode de scrutin des députés en établissant le scrutin proportionnel par département. Le nombre de députés du département de Paris fut ramené de 31 à 21 et les circonscriptions furent supprimées au profit du département.

## Résultats électoraux

### Élections législatives de 1958
| Candidat       | Candidat            | Parti          | Premier tour | Premier tour | Second tour | Second tour |  |
| Candidat       | Candidat            | Parti          | Voix         | %            | Voix        | %           |  |
| -------------- | ------------------- | -------------- | ------------ | ------------ | ----------- | ----------- |  |
|                | Roger Garaudy       | PCF            | 12 030       | 33,1         | 13 767      | 38,29       |  |
|                | René Sanson élu     | UNR            | 7 309        | 20,11        | 22 181      | 61,7        |  |
|                | Émile Veysset       | CNIP           | 5 748        | 15,82        | 2           | 0,01        |  |
|                | Jean-Pierre Behem   | SFIO           | 3 460        | 9,52         | Retrait     | Retrait     |  |
|                | Jean Monsempes      | RGR            | 2 188        | 6,02         | Retrait     | Retrait     |  |
|                | Louis-Paul Aujoulat | MRP            | 1 885        | 5,19         | Retrait     | Retrait     |  |
|                | Henri Monod         | CR             | 1 305        | 3,59         |             |             |  |
|                | Jean Rabeyrin       | CRR            | 1 219        | 3,35         |             |             |  |
|                | Charles Robaglia    | Radsoc         | 1 201        | 3,3          |             |             |  |
|                |                     |                |              |              |             |             |  |
| Inscrits       | Inscrits            | Inscrits       | 48 449       | 100,00       | 48 449      | 100,00      |  |
| Abstentions    | Abstentions         | Abstentions    | 11 134       | 22,98        | 11 596      | 23,93       |  |
| Votants        | Votants             | Votants        | 37 315       | 77,02        | 36 853      | 76,07       |  |
| Blancs et nuls | Blancs et nuls      | Blancs et nuls | 970          | 2,6          | 903         | 2,45        |  |
| Exprimés       | Exprimés            | Exprimés       | 36 345       | 97,4         | 35 950      | 97,55       |  |

Le suppléant de René Sanson était Claude Avisse, ingénieur, maire du 13ème arrondissement.

### Élections législatives de 1962
| Candidat       | Candidat                  | Parti          | Premier tour | Premier tour | Second tour | Second tour |  |
| Candidat       | Candidat                  | Parti          | Voix         | %            | Voix        | %           |  |
| -------------- | ------------------------- | -------------- | ------------ | ------------ | ----------- | ----------- |  |
|                | René Sanson sortant réélu | UNR-UDT        | 11 830       | 40,43        | 15 107      | 51,59       |  |
|                | Pierre Cot                | UP (PCF)       | 11 468       | 39,19        | 14 174      | 48,41       |  |
|                | Albert Frouard            | CR             | 4 094        | 13,99        | Retrait     | Retrait     |  |
|                | Jean Ottavy               | SFIO           | 1 870        | 6,39         | Retrait     | Retrait     |  |
|                |                           |                |              |              |             |             |  |
| Inscrits       | Inscrits                  | Inscrits       | 45 314       | 100,00       | 45 534      | 100,00      |  |
| Abstentions    | Abstentions               | Abstentions    | 15 405       | 34           | 14 979      | 32,9        |  |
| Votants        | Votants                   | Votants        | 29 909       | 66           | 30 555      | 67,1        |  |
| Blancs et nuls | Blancs et nuls            | Blancs et nuls | 647          | 2,16         | 1 274       | 4,17        |  |
| Exprimés       | Exprimés                  | Exprimés       | 29 262       | 97,84        | 29 281      | 95,83       |  |

Le suppléant de René Sanson était Lucien Pergeline, Directeur des Grands Moulins de Paris.

### Élections législatives de 1967
| Candidat                         | Candidat            | Parti          | Premier tour | Premier tour | Second tour | Second tour |  |
| Candidat                         | Candidat            | Parti          | Voix         | %            | Voix        | %           |  |
| -------------------------------- | ------------------- | -------------- | ------------ | ------------ | ----------- | ----------- |  |
|                                  | René Sanson sortant | UD-Ve          | 12 887       | 41,04        | 14 449      | 47,26       |  |
|                                  | Pierre Cot élu      | UP (PCF)       | 12 865       | 40,97        | 16 124      | 52,74       |  |
|                                  | Jean Tixier         | CD (PDM)       | 2 945        | 9,38         |             |             |  |
|                                  | Michel Grimal       | PSU            | 2 702        | 8,61         |             |             |  |
|                                  |                     |                |              |              |             |             |  |
| Inscrits                         | Inscrits            | Inscrits       | 40 313       | 100,00       | 40 311      | 100,00      |  |
| Abstentions                      | Abstentions         | Abstentions    | 8 396        | 20,83        | 8 851       | 21,96       |  |
| Votants                          | Votants             | Votants        | 31 917       | 79,17        | 31 460      | 78,04       |  |
| Blancs et nuls                   | Blancs et nuls      | Blancs et nuls | 518          | 1,62         | 887         | 2,82        |  |
| Exprimés                         | Exprimés            | Exprimés       | 31 399       | 98,38        | 30 573      | 97,18       |  |
| Source : Data.gouv.fr et CEVIPOF |                     |                |              |              |             |             |  |

Andrée Delbos, conseillère de Paris était la suppléante de Pierre Cot.

### Élections législatives de 1968
| Candidat                         | Candidat           | Parti          | Premier tour | Premier tour | Second tour | Second tour |  |
| Candidat                         | Candidat           | Parti          | Voix         | %            | Voix        | %           |  |
| -------------------------------- | ------------------ | -------------- | ------------ | ------------ | ----------- | ----------- |  |
|                                  | Henri Modiano élu  | UDR (URP)      | 11 490       | 39,57        | 13 731      | 50,18       |  |
|                                  | Pierre Cot sortant | UP (PCF)       | 11 183       | 38,51        | 13 630      | 49,82       |  |
|                                  | Pierre de Chambrun | CD (PDM)       | 3 318        | 11,43        |             |             |  |
|                                  | Michel Grimal      | PSU            | 2 382        | 8,20         |             |             |  |
|                                  | Philippe Camplez   | Divers (TD)    | 663          | 2,28         |             |             |  |
|                                  |                    |                |              |              |             |             |  |
| Inscrits                         | Inscrits           | Inscrits       | 38 990       | 100,00       | 38 991      | 100,00      |  |
| Abstentions                      | Abstentions        | Abstentions    | 9 712        | 24,91        | 10 933      | 28,04       |  |
| Votants                          | Votants            | Votants        | 29 278       | 75,09        | 28 058      | 71,96       |  |
| Blancs et nuls                   | Blancs et nuls     | Blancs et nuls | 242          | 0,83         | 697         | 2,48        |  |
| Exprimés                         | Exprimés           | Exprimés       | 29 036       | 99,17        | 27 361      | 97,52       |  |
| Source : Data.gouv.fr et CEVIPOF |                    |                |              |              |             |             |  |

Gaston Deyrieux (1879-1974), directeur de la Société des auteurs dramatiques de Paris, était le suppléant d'Henri Modiano.

### Élections législatives de 1973
| Candidat                         | Candidat              | Parti                | Premier tour | Premier tour | Second tour | Second tour |  |
| Candidat                         | Candidat              | Parti                | Voix         | %            | Voix        | %           |  |
| -------------------------------- | --------------------- | -------------------- | ------------ | ------------ | ----------- | ----------- |  |
|                                  | Gisèle Moreau élue    | PCF                  | 8 585        | 28,61        | 15 736      | 54,22       |  |
|                                  | Jean-Claude Martin    | UDR (URP)            | 5 540        | 18,46        | 13 286      | 45,78       |  |
|                                  | Louis Moulinet        | PS (UGSD)            | 5 280        | 17,59        | Retrait     | Retrait     |  |
|                                  | Claude Lalis          | CD (MR)              | 2 857        | 9,52         |             |             |  |
|                                  | Henri Modiano sortant | diss. UDR            | 2 194        | 7,31         |             |             |  |
|                                  | Jean-Marc Varaut      | RI (URP)             | 1 793        | 5,97         |             |             |  |
|                                  | Michel Grimal         | PSU                  | 1 423        | 4,74         |             |             |  |
|                                  | René Vernusset        | Divers droite (ARIL) | 834          | 2,78         |             |             |  |
|                                  | Solange Canault       | LO                   | 648          | 2,16         |             |             |  |
|                                  | Gisèle Alata          | FN                   | 358          | 1,19         |             |             |  |
|                                  | Pierre Sidos          | Œuvre française      | 263          | 0,88         |             |             |  |
|                                  | Micheline Boichut     | Gaulliste (UT)       | 236          | 0,79         |             |             |  |
|                                  |                       |                      |              |              |             |             |  |
| Inscrits                         | Inscrits              | Inscrits             | 37 986       | 100,00       | 38 014      | 100,00      |  |
| Abstentions                      | Abstentions           | Abstentions          | 7 477        | 19,68        | 7 597       | 19,98       |  |
| Votants                          | Votants               | Votants              | 30 509       | 80,32        | 30 417      | 80,02       |  |
| Blancs et nuls                   | Blancs et nuls        | Blancs et nuls       | 498          | 1,63         | 1 395       | 4,59        |  |
| Exprimés                         | Exprimés              | Exprimés             | 30 011       | 98,37        | 29 022      | 95,41       |  |
| Source : Data.gouv.fr et CEVIPOF |                       |                      |              |              |             |             |  |

André Voguet était le suppléant de Gisèle Moreau.

### Élections législatives de 1978
| Candidat       | Candidat                      | Parti              | Premier tour | Premier tour | Second tour | Second tour |  |
| Candidat       | Candidat                      | Parti              | Voix         | %            | Voix        | %           |  |
| -------------- | ----------------------------- | ------------------ | ------------ | ------------ | ----------- | ----------- |  |
|                | Claude Avisse                 | RPR                | 9 660        | 27,41        | 16 497      | 46,68       |  |
|                | Gisèle Moreau sortante réélue | PCF                | 9 137        | 25,93        | 18 845      | 53,32       |  |
|                | Alexis Manaranche             | PS                 | 7 734        | 21,95        | Retrait     | Retrait     |  |
|                | Jacques Miquel                | UDF (CDS)          | 3 986        | 11,31        |             |             |  |
|                | Christine Roca d'Huyteza      | Écologie 78        | 2 101        | 5,96         |             |             |  |
|                | Viviane Cartairade            | PSU (FA)           | 865          | 2,45         |             |             |  |
|                | Jean-Yves Larribaud           | PFN                | 406          | 1,15         |             |             |  |
|                | Solange Canault               | LO                 | 369          | 1,05         |             |             |  |
|                | Madeleine Monsant             | LCR (PSPT)         | 318          | 0,9          |             |             |  |
|                | Jean-Luc Mahiette             | Divers droite (DC) | 231          | 0,66         |             |             |  |
|                | Louis Coustouret              | FN                 | 227          | 0,64         |             |             |  |
|                | S. Berrebi                    | Divers             | 116          | 0,33         |             |             |  |
|                | Daniel Jaunas                 | UOPDP              | 88           | 0,25         |             |             |  |
|                |                               |                    |              |              |             |             |  |
| Inscrits       | Inscrits                      | Inscrits           | 44 996       | 100,00       | 44 995      | 100,00      |  |
| Abstentions    | Abstentions                   | Abstentions        | 9 321        | 20,72        | 8 274       | 18,39       |  |
| Votants        | Votants                       | Votants            | 35 675       | 79,28        | 36 721      | 81,61       |  |
| Blancs et nuls | Blancs et nuls                | Blancs et nuls     | 437          | 1,22         | 1 379       | 3,76        |  |
| Exprimés       | Exprimés                      | Exprimés           | 35 238       | 98,78        | 35 342      | 96,24       |  |

Edgard Cohen-Skalli, économiste, était le suppléant de Gisèle Moreau.

### Élections législatives de 1981
| Candidat       | Candidat               | Parti               | Premier tour | Premier tour | Second tour | Second tour |  |
| Candidat       | Candidat               | Parti               | Voix         | %            | Voix        | %           |  |
| -------------- | ---------------------- | ------------------- | ------------ | ------------ | ----------- | ----------- |  |
|                | Nicole Questiaux élu   | PS                  | 10 897       | 36,39        | 18 410      | 61,98       |  |
|                | Gisèle Moreau sortante | PCF                 | 7 307        | 24,40        | Retrait     | Retrait     |  |
|                | Daniel Méraud          | RPR (UNM)           | 6 579        | 21,97        | 11 291      | 38,02       |  |
|                | Patrick Jonville       | UDF (PR)            | 3 260        | 10,89        |             |             |  |
|                | Henri Morel-Maroger    | MÉP                 | 530          | 1,77         |             |             |  |
|                | Viviane Cartairade     | PSU                 | 420          | 1,40         |             |             |  |
|                | Jean-Claude Savary     | Divers écologiste   | 406          | 1,35         |             |             |  |
|                | Christine Egasse       | LO                  | 285          | 0,95         |             |             |  |
|                | Michel Momont          | Divers droite (RDC) | 217          | 0,72         |             |             |  |
|                | Henri Enu              | Divers droite       | 40           | 0,13         |             |             |  |
|                |                        |                     |              |              |             |             |  |
| Inscrits       | Inscrits               | Inscrits            | 44 688       | 100,00       | 44 688      | 100,00      |  |
| Abstentions    | Abstentions            | Abstentions         | 14 499       | 32,44        | 14 284      | 31,96       |  |
| Votants        | Votants                | Votants             | 30 189       | 67,56        | 30 404      | 68,04       |  |
| Blancs et nuls | Blancs et nuls         | Blancs et nuls      | 248          | 0,82         | 703         | 2,31        |  |
| Exprimés       | Exprimés               | Exprimés            | 29 941       | 99,18        | 29 701      | 97,69       |  |

Louis Moulinet, tourneur-outilleur, conseiller de Paris, était le suppléant de Nicole Questiaux. Il la remplaça du 24 juillet 1981 au 1er avril 1986 quand elle fut nommée membre du Gouvernement.